# Cửu Long Thành Trại: Vây thành
Cửu Long Thành Trại: Vây thành (giản thể: 九龙城寨之围城; phồn thể: 九龍城寨之圍城, tiếng Anh: Twilight of the Warriors: Walled In) là một bộ phim điện ảnh Hồng Kông thuộc thể loại hành động – võ thuật – tội phạm – giật gân ra mắt vào năm 2024 do Trịnh Bảo Thụy làm đạo diễn, với sự tham gia diễn xuất của các diễn viên gồm Lâm Phong, Hồng Kim Bảo, Cổ Thiên Lạc, Nhậm Hiền Tề, Huỳnh Đức Bân, Lưu Tuấn Khiêm, Trương Văn Kiệt, Hồ Tử Đồng và Ngũ Doãn Long. Được dựa trên tiểu thuyết Cửu Long Thành Trại của nhà văn Dư Nhi và sau này được tác giả Tư Đồ Kiếm Kiều chuyển thể thành bộ truyện tranh cùng tên, tác phẩm theo chân một nhóm người ở Cửu Long Thành Trại xả thân để giúp đỡ Trần Lạc Quân – một thanh niên nhập cảnh trái phép vào Hồng Kông, và họ phải đứng lên chiến đấu để bảo vệ thành trước sự xâm nhập của những thế lực xã hội đen.
Cửu Long Thành Trại: Vây thành có buổi công chiếu tại Hồng Kông và Trung Quốc vào ngày 1 tháng 5 năm 2024, sau đó tác phẩm được chọn vào hạng mục Phim chiếu nửa đêm để trình chiếu vào ngày 16 tháng 5 cùng năm tại liên hoan phim Cannes lần thứ 77. Tác phẩm cũng được phát hành tại một số thị trường quốc tế khác, trong đó có Việt Nam vào ngày 14 tháng 6 năm 2024. Sau khi ra mắt, tác phẩm nhận về những lời khen ngợi từ giới chuyên môn và thu về 112,9 triệu HKD, trở thành bộ phim có doanh thu cao thứ ba mọi thời đại tại Hồng Kông; đồng thời cũng thu về 111,5 triệu USD trên thị trường quốc tế sau buổi công chiếu tại rạp. Tác phẩm sau đó được chọn để đại diện cho Hồng Kông đi tham gia tranh giải Oscar cho phim quốc tế xuất sắc nhất tại giải Oscar lần thứ 97, song không được đề cử. Mặc dù vậy, tác phẩm vẫn nhận được một số giải thưởng cao quý, bao gồm việc giành được một giải Satellite và chín giải trong tổng số 13 đề cử tại giải thưởng điện ảnh Hồng Kông lần thứ 43, trong đó có Phim hay nhất và Đạo diễn xuất sắc nhất.

## Nội dung
Trần Lạc Quân là một người nhập cảnh trái phép vào Hồng Kông và được vị võ sư Long Quyển Phong giúp đỡ để tồn tại ở Cửu Long Thành Trại, một khu vực phức tạp có rất nhiều băng đảng xã hội đen đang tung hoành. Trong lúc gặp nạn, họ vô tình phát hiện ra quy luật ngầm giữa sự hỗn loạn phía sau nó. Đứng trước những thế lực tội ác, họ buộc phải đứng lên chống lại âm mưu đen tối của kẻ thù để giữ lời thề bảo vệ sự bình yên của nơi này.

## Diễn viên
- Lâm Phong trong vai Trần Lạc Quân
- Hồng Kim Bảo trong vai lão Đại
- Cổ Thiên Lạc trong vai Long Quyển Phong
- Nhậm Hiền Tề trong vai Địch Thu
- Huỳnh Đức Bân trong vai A Hổ
- Lưu Tuấn Khiêm trong vai A Tín[c]
- Trương Văn Kiệt trong vai A Tứ (AV)[d]
- Hồ Tử Đồng trong vai Mười Hai[e]
- Ngũ Doãn Long trong vai Vương Cửu
- Chu Bách Khương trong vai Cửu Sách
- Thái Tư Vận trong vai Tô Ngọc Nghi
- Liêu Tử Dư trong vai Yến Phân
- Quách Phú Thành trong vai Trần Chiếm[f]
- Kiều Tịnh Phu trong vai A Thất[f]